# Panajot Pano
Panajot Thoma Pano (Durrës - algumas fontes citam que ele nasceu em Tirana, 7 de março de 1939 — Jacksonville, 19 de janeiro de 2010) foi um futebolista albanês que atuava como atacante. Ele é pai do também futebolista Ledio Pano

## Carreira
Pano iniciou a carreira em 1957, nos juvenis do KF Tirana (então SK Tirana). Entretanto, seus melhores momentos aconteceram no Partizani, onde militou entre 1960 e 1975. Foram 210 partidas e 136 gols marcados pelos Demat e Kuq, se consagrando como o maior artilheiro do futebol albanês em todos os tempos.

## Seleção Albanesa
Panajot Pano disputou 24 partidas pela Seleção Albanesa de Futebol, marcando 3 gols. Nas eliminatórias para a Copa de 1970, a Albânia teve sua inscrição negada pela FIFA.

## Reconhecimentos
Pano foi eleito em 2003 como o melhor jogador de seu país na premiação do jubileu da UEFA. Em 6 de janeiro de 2009, um dia antes de completar 70 anos, foi galardoado com a "Ordem de Honra da Nação" pelo presidente albanês Bamir Topi.
Esta foi a primeira vez na história da Albânia que um jogador do país recebeu a honraria.

## Falecimento
Pano morreu em Jacksonville, no estado norte-americano da Flórida, vitimado por ataque cardíaco.